# Rosso dei castelli sammarinesi
Il Rosso dei Castelli Sammarinesi è un vino la cui produzione è consentita nella repubblica di San Marino. È prodotto con solo con uve sangiovese.

## Caratteristiche organolettiche
- colore: rubino abbastanza intenso
- odore: fine, fruttato e leggermente vinoso
- sapore: asciutto, sapido e armonico

## Abbinamenti consigliati
Vino da tavola, soprattutto adatto per le pastasciutte col ragù e per le carni bianche in umido o alla griglia.